# 4 до н. е.

## Події
- Гай Кальвізій Сабін і Луцій Пассієн Руф — консули Римської імперії, Гай Целій і Гай Сульпіцій — консули-суфекти.

## Народились
- Луцій Анней Сенека — давньоримський філософ, поет, державний діяч і оратор, син філософа Сенеки Старшого, дядько поета Марка Лукана.

## Померли
- Одна з можливих дат смерті Ірода I Великого — цара Юдеї (40 до н. е. — 4 до н. е.), засновника ідумейської династії у Іродіадів.
- Тірон Марк Туллій — давньоримський засновник писемної системи, вільновідпущеник та друг Цицерона.